# Schuldbetreibungs- und Konkursrecht
Das schweizerische Schuldbetreibungs- und Konkursrecht ist Teil des Zwangsvollstreckungsrechts. Da Selbsthilfe einem Gläubiger grundsätzlich verboten ist, regelt das Bundesgesetz über Schuldbetreibung und Konkurs (SchKG) das Verfahren zur Durchsetzung von Ansprüchen in der Form von Geldzahlungen oder geldwerten Sicherheitsleistungen mittels staatlicher Gewalt. Die Einforderung von Schulden heisst in der Schweiz Betreibung.

## Geschichte
Das Bundesgesetz über Schuldbetreibung und Konkurs (SchKG) trat am 1. Januar 1892 in Kraft und wurde seither mehrmals revidiert. Es ist der älteste Teil des auf schweizerischer (Bundes-)Ebene kodifizierten Zivilrechts und ist älter als das Zivilgesetzbuch und das Obligationenrecht, was gewisse Besonderheiten erklärt.
Historisch geht das SchKG auf die im römischen Recht seit Justinian bekannte Paulianische Anfechtungsklage zurück.

## Übersicht
Grundsätzlich bestehen drei Insolvenzverfahren: Konkurs, Nachlassverfahren und Konkursaufschub. Der Konkurs wird in der Regel vom zuständigen Konkursamt durchgeführt und führt zur Liquidation des Schuldners. Ein Nachlassverfahren ist – im Grundsatz – ein Sanierungsverfahren, das in zwei Phasen abläuft: einer Stundung, während der Aktiven und Passiven aufgenommen werden (Schuldenruf) und ein Sanierungsplan erarbeitet wird, und einer Durchführungsphase, in der die Gläubiger in ihrer Rangfolge durch eine Dividende, Ratenzahlungen oder einen Liquidationserlös befriedigt werden. Mit dem Konkursaufschub steht schliesslich noch ein Sanierungsverfahren zur Verfügung, mit dem grundsätzlich sanierungsfähige Schuldner unter Aufsicht des Gerichts und eines Sachwalters eine Stundung zur Erarbeitung einer Sanierung erhalten.
Die Einreihung der zugelassenen Gläubiger erfolgt in der Kollokation. In den Kollokationsplan, der in der Regel vom Konkursamt erstellt wird, werden grundsätzlich nur diejenigen Gläubiger aufgenommen, die ihre Forderung angemeldet haben. Eine Kollokation erfolgt auch ohne Anmeldung für:
- im Grundbuch eingetragene Rechte (Art. 226 SchKG)
- servitutes apparentes
- unmittelbare gesetzliche Pfandrechte/Verfügungsbeschränkungen

Im Konkurs können auch diejenigen Forderungen eingegeben werden, für welche eine Konkursbetreibung nach Art. 43 SchKG ausgeschlossen ist.
Die Kollokation ist Voraussetzung, um später am Verwertungserlös der Konkursmasse teilhaben zu können (Dividende).
Die meisten Regelungen zum Schuldbetreibungs- und Konkursrecht finden sich im Bundesgesetz über Schuldbetreibung und Konkurs (SchKG). Daneben haben die kantonale Gesetzgebung und internationales Recht auch noch eine gewisse Bedeutung.
So ist in der Schweiz die Durchsetzung einer (geldwerten) Forderung kraft staatlichen Zwangs grundsätzlich auch ohne materielle gerichtliche Beurteilung der Forderung möglich, was eine Besonderheit darstellt. Allerdings kann der Schuldner innert 10 Tagen nach dem Eingang der Betreibung die gerichtliche Beurteilung verlangen, das entsprechende Rechtsmittel heisst Rechtsvorschlag. Dieser unterbricht den Fortgang der Betreibung, bis über die Forderung rechtskräftig durch ein Gericht entschieden wurde. Wurde die Forderung rechtskräftig anerkannt oder kein Rechtsvorschlag erhoben, nimmt das Betreibungsverfahrungen seinen Fortgang. Die Betreibung wird in extremis entweder durch Pfändung oder durch Konkurs durchgesetzt, wobei der Gläubiger nicht die Wahl hat; es ist von Gesetzes wegen genau geregelt, welches Verfahren zum Zuge kommt (vereinfacht gesagt wird auf Konkurs erkannt, wenn es sich beim Betriebenen um eine im Handelsregister eingetragene Firma handelt, und auf Pfändung in den übrigen Fällen, insbesondere bei Verfahren gegen Privatpersonen). Enden Konkurs oder Pfändung, ohne dass die Forderung des Gläubigers (vollständig) befriedigt werden kann, erhält der Gläubiger einen Verlustschein; im Falle neuen Vermögens des Schuldners kann er innert 20 Jahren ein neues Verfahren eröffnen. Daneben kann der Schuldner natürlich während des Verfahrens den Gläubiger jederzeit befriedigen und dadurch das Verfahren beenden; dabei ist zu beachten, dass ab Betreibung gültig nur noch an das Betreibungsamt geleistet werden kann, und dass zuzüglich zur Forderungssumme Gebühren und Zinsen anfallen.
Neben dem SchKG bilden u. a. zahlreiche Nebenerlasse (insb. die VZG) Rechtsquellen des Schuldbetreibungs- und Konkursrechts.
Das SchKG regelt in seinem elften Titel überdies Teile des Sanierungsrechts (Nachlassstundung, Nachlassvertrag, einvernehmliche private Schuldenbereinigung).
Das SchKG sieht als zuständige Stellen namentlich die Folgenden vor:
- Betreibungsamt
- Gerichte
- kantonale Depositenanstalt (meistens Kantonalbanken)
- Konkursamt
- Aufsichtsbehörde
- Nachlassgericht
- Polizei
- Sachwalter

Ein Unternehmen allein mit dem Ziel zu übernehmen, noch Mittel aus dem Unternehmen abzuziehen, bevor der Konkurs erklärt wird, wird als Konkursreiterei bezeichnet.

## Das Schuldbetreibungsverfahren
Das Schuldbetreibungsverfahren lässt sich in zwei Verfahrensabschnitte gliedern: das Einleitungsverfahren und das Fortsetzungsverfahren. 

### Einleitungsverfahren
Im Einleitungsverfahren geht es darum, die Vollstreckbarkeit des geltend gemachten Anspruchs abzuklären. Das Einleitungsverfahren durchläuft vier Stadien:
1. Betreibungsbegehren des Gläubigers (Art. 67 SchKG)
2. Zahlungsbefehl des Betreibungsamts an den Schuldner (Art. 69 SchKG)
3. eventuell Rechtsvorschlag des Schuldners (Art. 74 SchKG)
4. eventuell Beseitigung des Rechtsvorschlags im ordentlichen Verfahren (Anerkennungsklage; Art. 79 SchKG) oder durch definitive bzw. provisorische Rechtsöffnung (Art. 80 bzw. 82 SchKG)

#### Betreibungsbegehren
Das Schuldbetreibungsverfahren wird eingeleitet auf das Begehren des Gläubigers und nie von Amtes wegen. Das Betreibungsamt und die Aufsichtsbehörde prüfen nicht, ob die Forderung des Gläubigers tatsächlich besteht.
Sind die Angaben im Betreibungsbegehren mangelhaft, muss das Betreibungsamt dem Gläubiger Gelegenheit geben, sein Begehren zu ergänzen oder zu korrigieren (Art. 32 Abs. 4 SchKG).

#### Zahlungsbefehl
Nach Erhalt des Betreibungsbegehrens erlässt das Betreibungsamt den Zahlungsbefehl. Durch den Zahlungsbefehl wird der Schuldner ultimativ aufgefordert, seine Schuld zu begleichen. Der Zahlungsbefehl gilt rechtlich als Mahnung (BGer v. 1.11.2000, 5C.206/2000 E. 3.).

#### Rechtsvorschlag
Mit dem Rechtsvorschlag macht der Schuldner deutlich, dass er die Forderung des Gläubigers bestreitet. Der Rechtsvorschlag ist gültig, wenn er dem Betreibungsamt verkündet wird. Wenn der Rechtsvorschlag bloss dem Gläubiger verkündet wird, genügt dies rechtlich nicht. Der Rechtsvorschlag bedarf in der Regel keiner Begründung.
Wird die Frist zur Geltendmachung eines Rechtsvorschlags versäumt, ist grundsätzlich kein Rechtsvorschlag mehr möglich.

#### Beseitigung des Rechtsvorschlags
Mithilfe der Anerkennungsklage (Art. 79 SchKG) ist der Rechtsvorschlag zu beseitigen, wenn der Gläubiger keine Dokumente besitzt, mit welchen er den Bestand der Forderung nachweisen kann. Im Rahmen der Anerkennungsklage wird definitiv über den Bestand der Forderung entschieden.
Durch definitive Rechtsöffnung (Art. 80 f. SchKG) wird der Rechtsvorschlag ebenfalls beseitigt. Eine definitive Rechtsöffnung kann dann vom Gläubiger gerichtlich herbeigeführt werden, wenn er beispielsweise einen Gerichtsentscheid vorlegen kann.
Durch provisorische Rechtsöffnung (Art. 82 SchKG) kann der Gläubiger den Rechtsvorschlag beseitigen, wenn er über eine Schuldanerkennung des Schuldners verfügt. Eine Quittung ist keine Schuldanerkennung (BGer v. 27.1.2014, 4A_426/2013 E. 3.5.2.). Wird das Gesuch auf provisorische Rechtsöffnung abgewiesen, muss der Gläubiger den Weg der Anerkennungsklage (Art. 79 SchKG) bestreiten.

### Fortsetzungsverfahren
Das Fortsetzungsverfahren setzt einen rechtskräftigen Zahlungsbefehl voraus. Im Fortsetzungsverfahren werden auf Begehren des Gläubigers schuldnerische Vermögenswerte beschlagnahmt und zur Befriedigung des Gläubigers verwertet.

## Änderungen ab 2014
Zum 1. Januar 2014 ist ein revidiertes Sanierungsrecht in Kraft getreten.
Folgende Änderungen wurden im Bundesgesetz über Schuldbetreibung und Konkurs (SchKG) vorgenommen:
- Die Nachlassstundung muss künftig nicht mehr zwingend in einem Nachlassvertrag oder Konkurs enden, sondern kann vermehrt auch zu reinen Stundungszwecken bewilligt werden.
- Die Genehmigung des Nachlassvertrages hängt nicht mehr davon ab, dass die Befriedigung der Drittklassforderungen sichergestellt ist. Die Anteilseigner müssen zudem bei einem ordentlichen Nachlassvertrag künftig einen angemessenen eigenen Sanierungsbeitrag leisten, damit eine gewisse Gleichbehandlung mit den Gläubigern erreicht wird.
- Bei Dauerschuldverhältnissen (z. B. Miet- oder Leasingverträge) in der Insolvenz erfolgt eine Differenzierung, ob ein Liquidationsfall (Konkurs oder Nachlassvertrag mit Vermögensabtretung) oder eine Nachlassstundung zum Zwecke der Sanierung und anschliessenden Weiterführung des Unternehmens vorliegt. Im Liquidationsfall wird vermutet, dass das Dauerschuldverhältnis ordentlich aufgelöst wird, sofern die Konkursverwaltung den Vertrag nicht weiterführen will und nicht in diesen eintritt. Bei der Nachlassstundung zum Zwecke der Sanierung kann hingegen der Schuldner ein Dauerschuldverhältnis mit Zustimmung des Sachwalters ausserordentlich auflösen, wobei die Gegenpartei aber voll zu entschädigen ist.
- Die Mitwirkungsrechte der Gläubiger während der Nachlassstundung werden namentlich zum Schutz vor vorschnellen Liquidationshandlungen gestärkt. Unter Umständen kann das Nachlassgericht einen repräsentativen Gläubigerausschuss einsetzen, der den Sachwalter beaufsichtigt.
- Erfolgt im Rahmen eines Insolvenzverfahrens die Übernahme eines Betriebes, besteht keine Pflicht mehr, alle bisherigen Arbeitsverträge zu übernehmen. Ob und wieweit mit dem Betrieb auch die Arbeitsverträge übernommen werden, ist im Einzelfall zwischen den Beteiligten zu verhandeln. Als Ausgleich hierfür gibt es eine neue allgemeine Sozialplanpflicht bei Entlassungen, sofern kein Nachlassvertrag abgeschlossen wird. Diese Pflicht gilt allerdings nur für Betriebe mit mehr als 250 Mitarbeitern, die mehr als 30 Mitarbeiter entlassen wollen.
- Das mit dem neuen Mehrwertsteuergesetz am 1. Januar 2010 eingeführte Privileg für Forderungen aus der Mehrwertsteuer in der zweiten Konkursklasse wird aufgehoben. Dieses Privileg hat viele Sanierungen bislang erschwert.
- Die Klage zur Anfechtung von Geschäften, die zum Nachteil eines oder mehrere Gläubiger abgeschlossen wurden, sollen erleichtert werden, wenn die Vermögensverschiebung zugunsten einer nahestehenden Person erfolgt. Dies gilt namentlich auch für Verschiebungen innerhalb eines Konzerns.

## Änderungen ab 2025
Zum 1. Januar 2025 traten die letzten Änderungen in Kraft. Es wurde ein starker Anstieg der Firmenkonkurse erwartet, da Schuldner, die im Handelsregister eingetragen sind, nun von der öffentlichen Hand in Konkurs getrieben werden müssen. Im Vergleich zum Vorjahr stiegen die Firmenkonkurse  im Mai 2025 sprunghaft an, im Juni gar um 50 Prozent.

## Möglichkeit zur Geldwäscherei
Im Gegensatz zu Banken, Treuhändern und ähnlichen Unternehmen unterliegen Betreibungsämter nicht den Vorschriften zur Verhinderung der Geldwäscherei. Sie müssen zur Begleichung einer Schuld Bargeld in unbeschränkter Höhe annehmen, ohne dass sie nach der Herkunft des Geldes fragen dürfen. Wehrt sich eine betriebene Person nicht mit einem Rechtsvorschlag, findet von Gesetzes wegen keinerlei Überprüfung der Forderung statt. Betreibungsämter unterscheiden somit nicht zwischen Forderungen aus legitimen Vertragsverhältnissen, und fiktiven Schulden, die zum Zweck der Geldwäsche eingetrieben werden. Nur bei Zwangsversteigerungen sind Barzahlungen auf 100'000 Franken beschränkt; und nur der Teilbetrag, der 100'000 Franken übersteigt, muss über eine Person abgewickelt werden, die dem Geldwäschereigesetz untersteht.